# BMW Museum
Het BMW-Museum is een museum in München dat de geschiedenis van de autofabrikant Bayerische Motoren Werke AG behandelt.
Het BMW-Museum ligt samen met de hoofdvestiging, de BMW-fabriek en het in 2007 opgeleverde BMW Welt in de buurt van het Olympiapark in München en werd kort voor de Olympische Zomerspelen 1972 geopend. Na een grondige renovatie, die in 2004 begon, heropende het museum in juni 2008 zijn deuren.
Het gebouw is ontworpen door de architect Karl Schwanzer, die eveneens tekende voor de BMW Viercilinder. Het BMW-Museum wordt door zijn karakteristieke vormgeving in de volksmond ook wel de slakom genoemd.

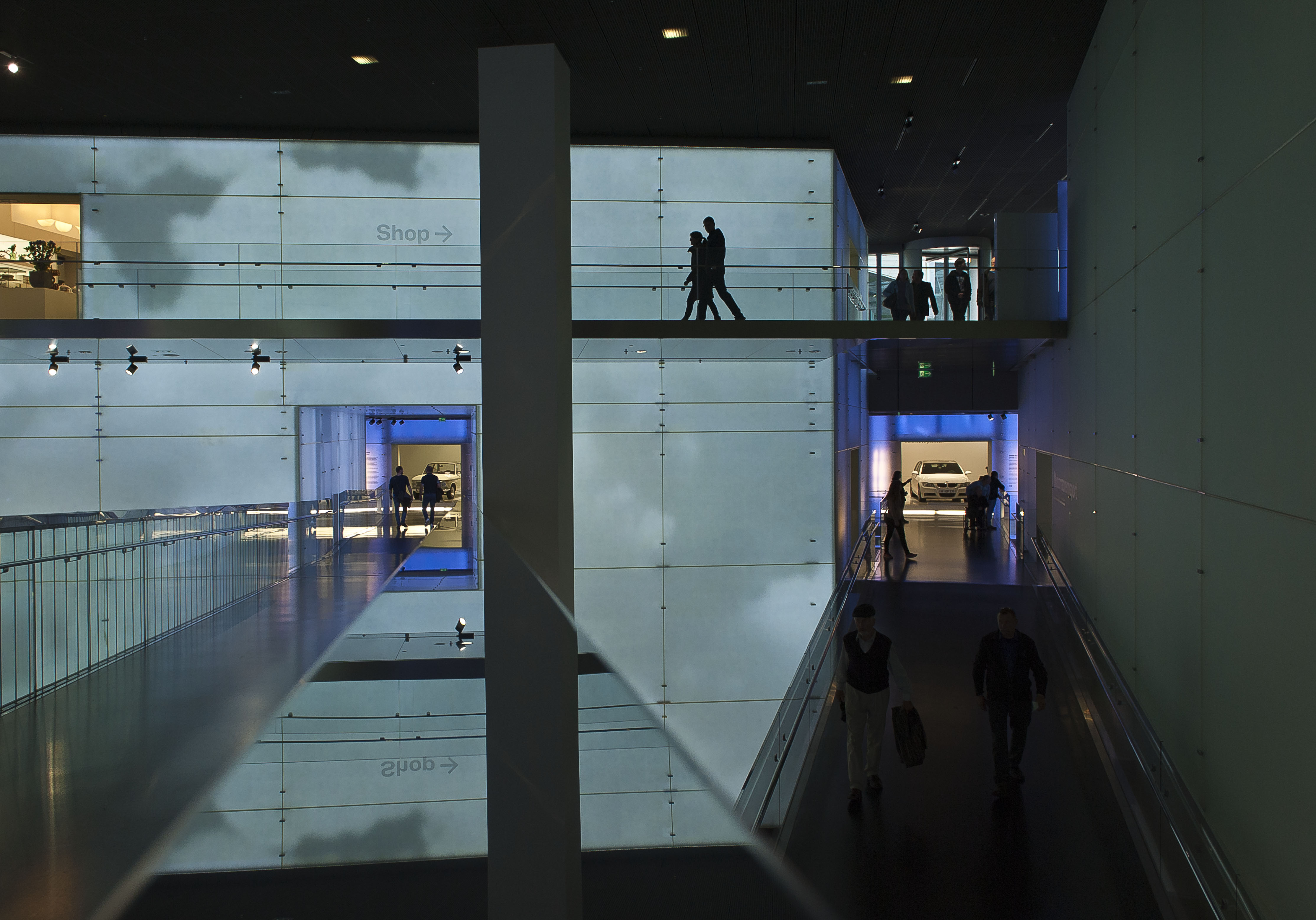
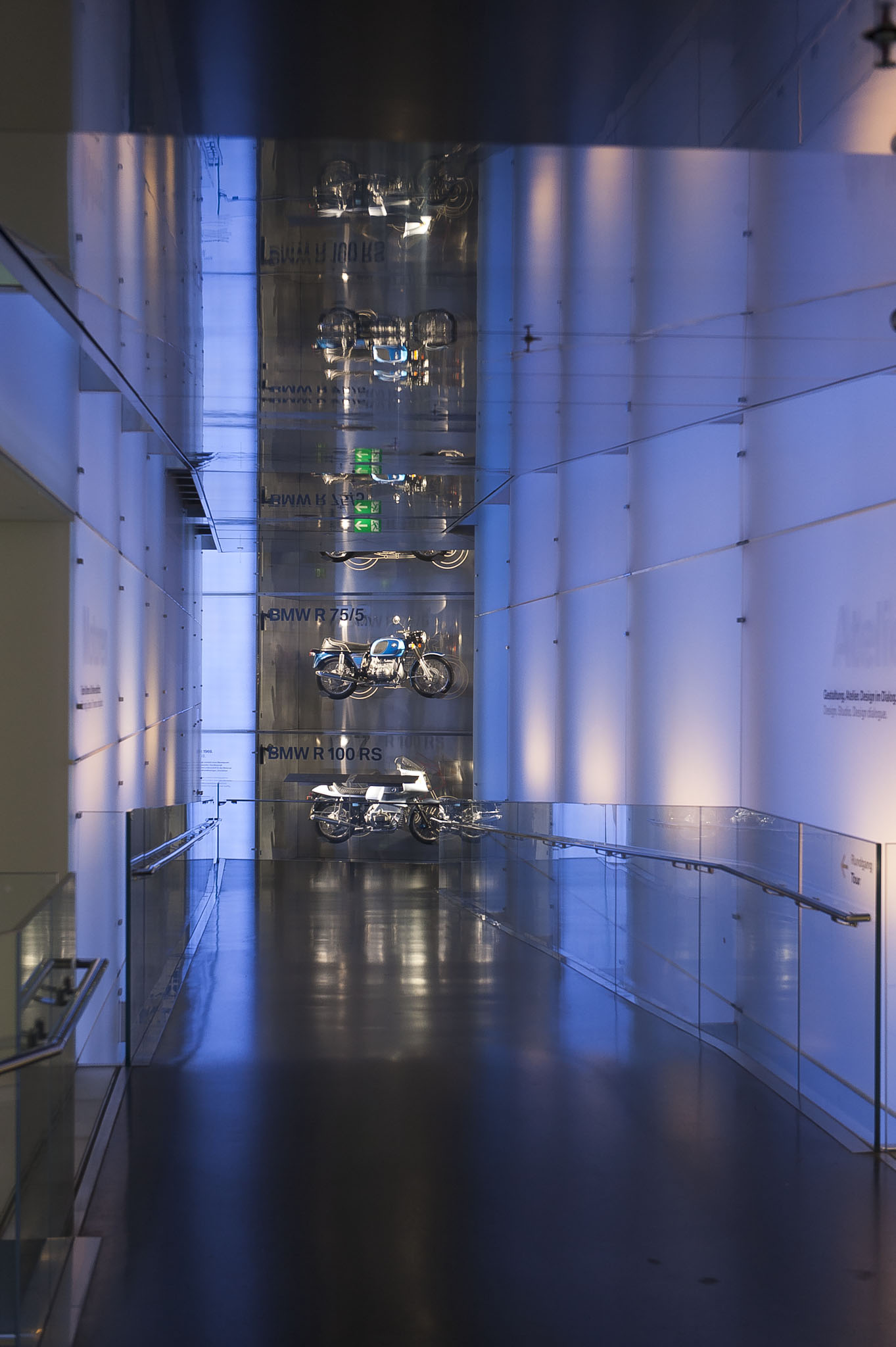
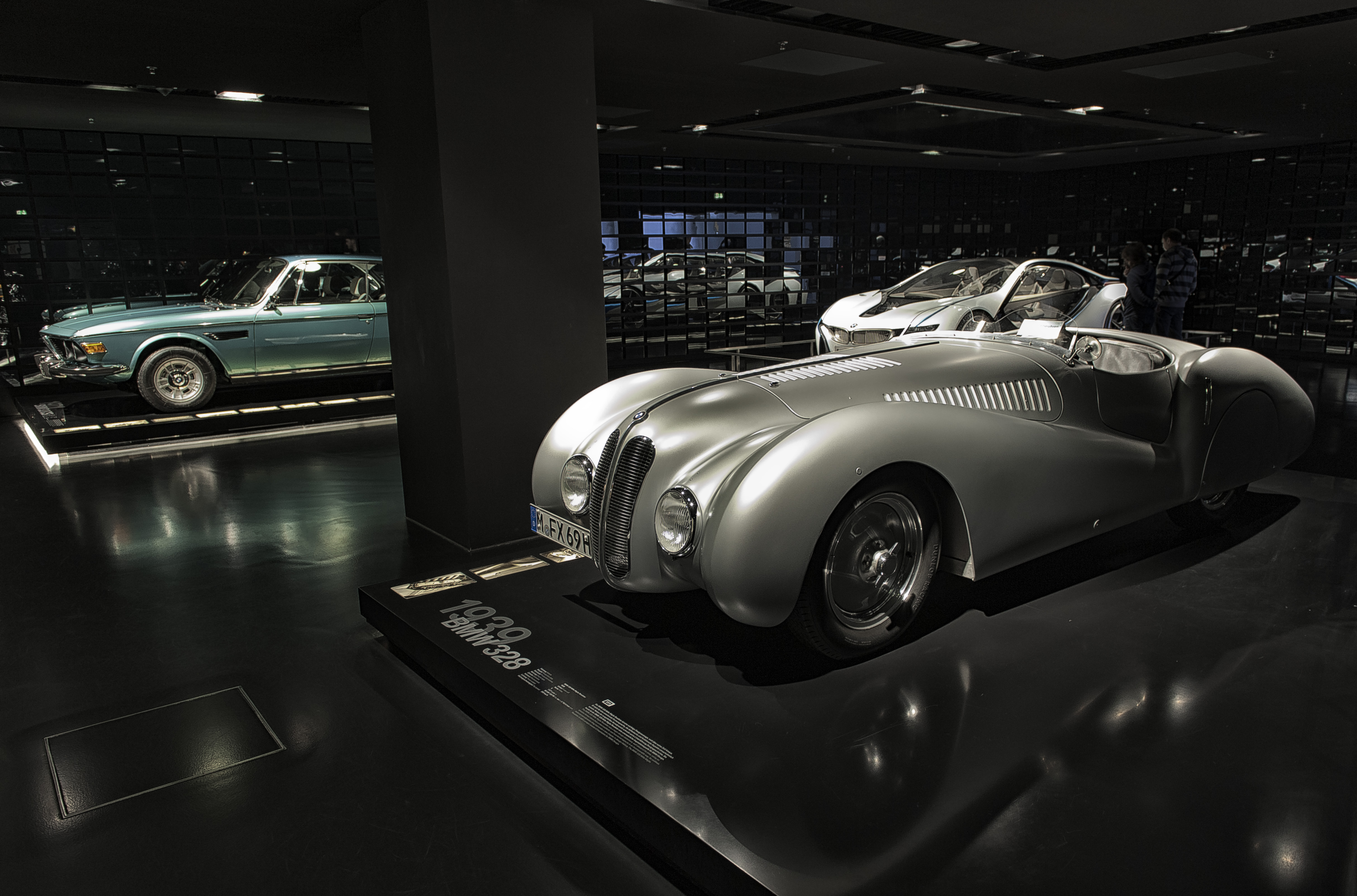
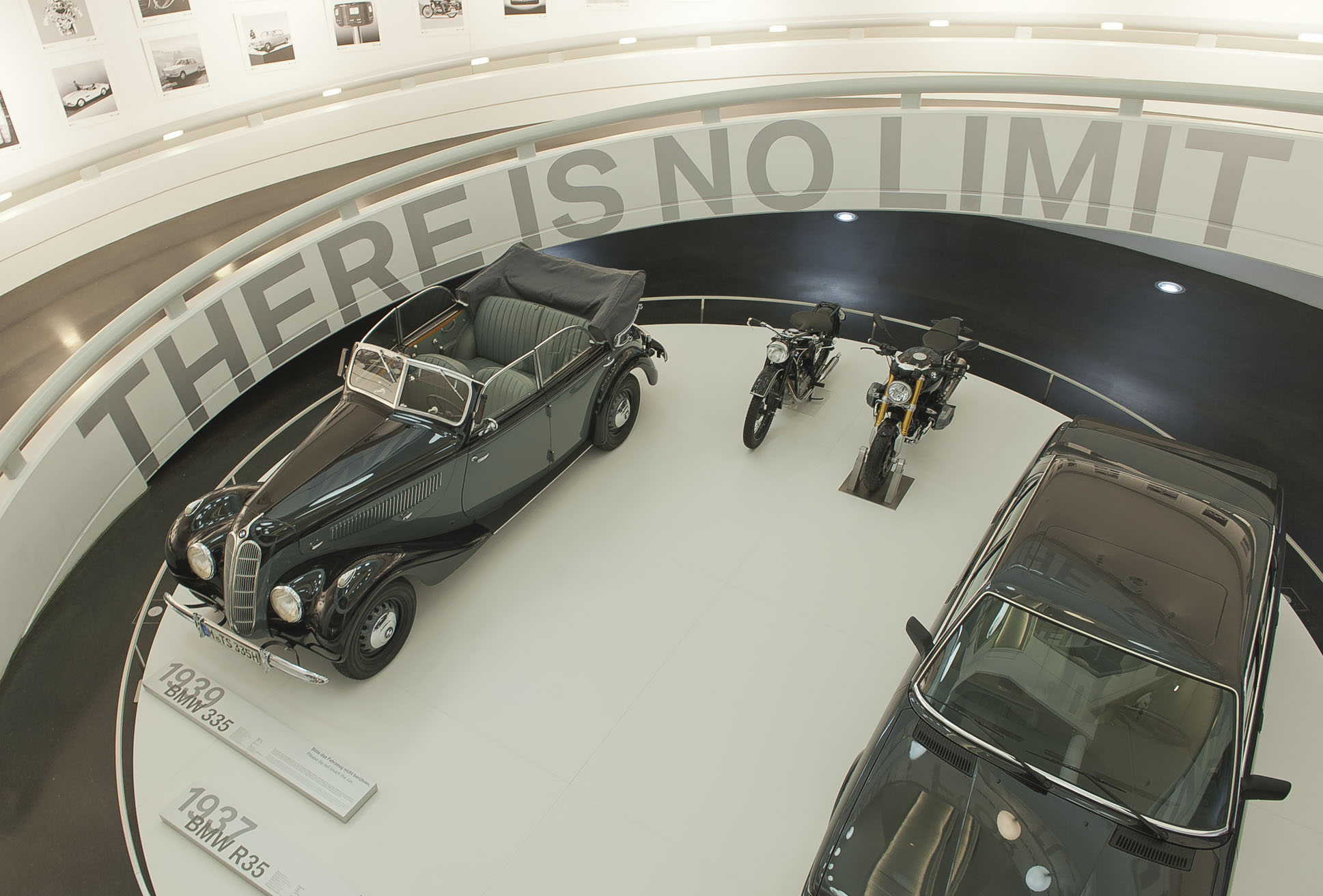
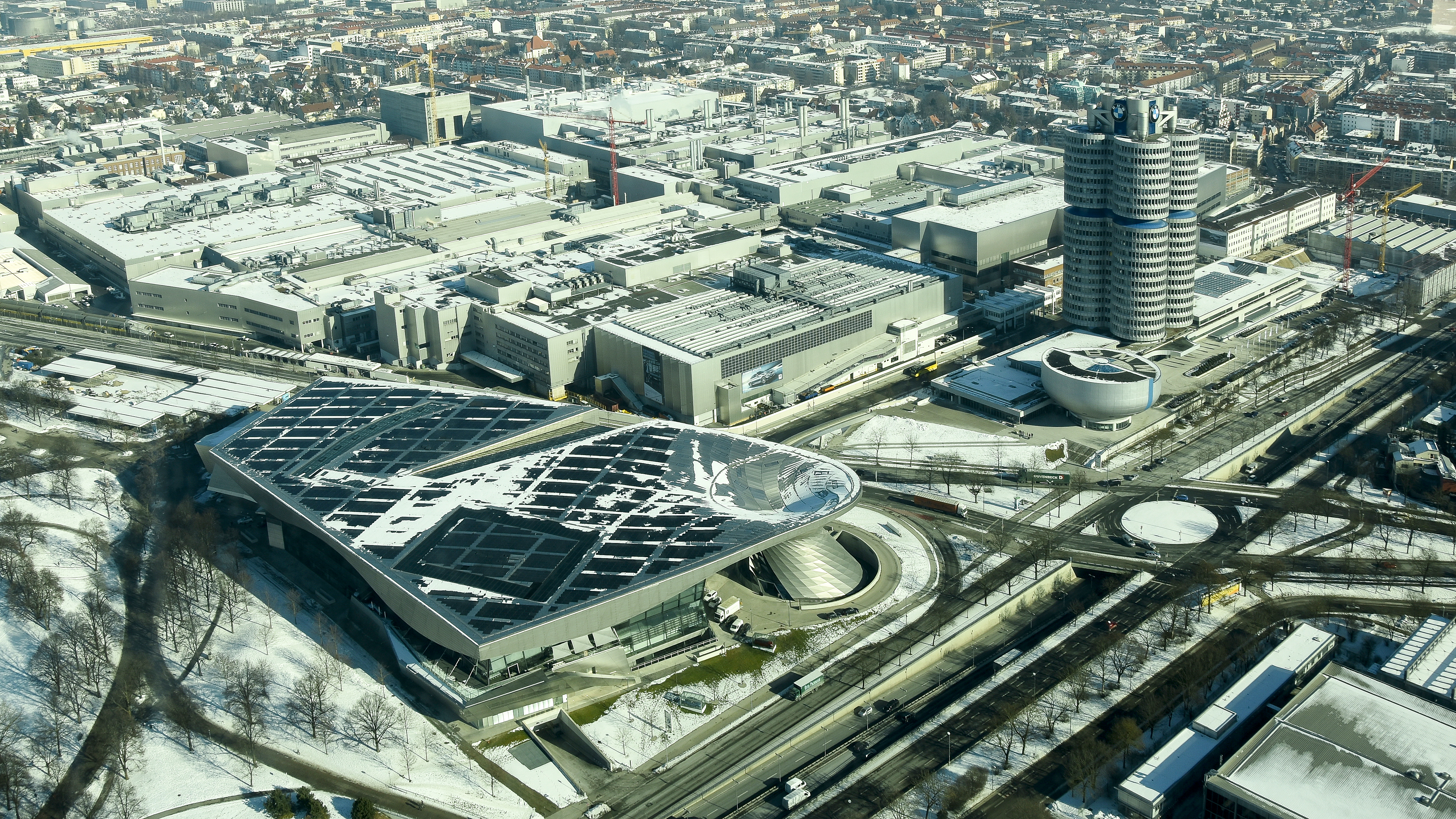
BMW Welt en BMW Museum vanaf het bezoekersplatform van de Olympiatoren